# Farara pulchra
Farara pulchra är en fjärilsart som beskrevs av George Thomas Bethune-Baker 1908. Farara pulchra ingår i släktet Farara och familjen nattflyn. Inga underarter finns listade i Catalogue of Life.